# Batalla de Araure
La batalla de Araure fue un enfrentamiento militar librado el 5 de diciembre de 1813, durante la guerra de independencia de Venezuela, entre las fuerzas patriotas lideradas por el Jefe Supremo, general en jefe Simón Bolívar, y las realistas encabezadas por el coronel José Ceballos y el teniente coronel José Antonio Yáñez, acabando con una victoria de las primeras.

## Antecedentes

### Situación previa
Tras la campaña Admirable de 1813, el coronel realista José Ceballos se atrincheró en Coro, el capitán general Juan Manuel de Cajigal y Martínez se refugió en Puerto Cabello, fortaleza sometida a asedio, y en la cuenca del río Apure el teniente coronel José Antonio Yáñez formaba una milicia de llaneros, bandidos y esclavos cimarrones dedicada al pastoreo y abigeato a hacendados. Como indicaba el diplomático español Julio Albi de la Cuesta, los españoles sólo conservaron la franja costera entre Maracaibo y Puerto Cabello, pero la situación no era desesperada, pues incluía la ciudad de Maracaibo, la formidable fortaleza de Puerto Cabello, la fidelísima Coro. Además, contaban con el apoyo de la provincia de Guayana y de Santa Marta, y en los Llanos empezaban a organizar un levantamiento favorable a la monarquía.
El Libertador Simón Bolívar, en lugar de marchar inmediatamente sobre los debilitados bastiones monárquicos, se dirigió a Caracas a formar su gobierno junto al general de brigada Santiago Mariño, ambos dominaban el centro-oeste y este venezolano, pero muchas de sus guarniciones o partidas volantes no podían defender a una población que debía buscar refugio en los bosques o se unía a los guerrilleros monárquicos. En 1813 los patriotas decididos debían ser un 5% de la población, contando con la simpatía de otro cuarto o tercio del total, en especial entre la aristocracia, pero pronto agotarían sus recursos materiales y moral en una guerra sin fin, cada vez más encarnizada y que perdían. En cambio, los realistas contaban con la simpatía de quizás el 80%, aunque solo un octavo o sexto de la población eran verdaderos monárquicos. En el fondo, la mayoría era neutral y se sumaba al grupo que mejor le garantizara el orden o que los presionara más. Cuando los patriotas activos estuvieron al mando, un 90 o 95% de los venezolanos apoyo en acción u omisión el proceso esperando una independencia pacífica y considerando a España condenada a la conquista francesa. Cuando la ruina financiera causada por la inexperiencia administrativa y dogmatismo ideológico de los republicanos se sintió, el pueblo dejó de apoyarlos.

### Guerra social
La movilización de pardos empezó cuando José Félix Ribas, Francisco de Miranda, Simón Bolívar, Francisco Antonio Paúl, Miguel Peña Páez, Ramón García de Sena, Antonio Muñoz Tebar y otros patriotas exaltados usaron a sus esclavos e inquilinos como fuerza de choque para defender sus intereses. Pero fueron los realistas quienes hicieron un esfuerzo mayor para ganar su apoyo y formar milicias en los Llanos. Libertos y esclavos negros tenían un eterno deseo de matar a los blancos y mestizos y hacerse de sus bienes y mujeres. Entre tanto, los indios, muy mezclados con los mestizos, buscaban mantenerse al margen del conflicto tanto como el resto del populacho, pero por activismo de sus párrocos se sentían inclinados al realismo.
En esos momentos la guerra se volvió encarnizada. El realista Antonio Zuazola pagaba un peso por cada oreja de patriota que sus hombres traían, llegando a enviar cajones llenos a Cumaná, donde los catalanes locales lo celebraron. El patriota  Juan Bautista Arismendi hizo degollar en Margarita a todos los prisioneros que capturó, incluyendo al gobernador, el coronel Pascual Martínez. Su correligionario Piar no muestra piedad en Maturín y deja los cuerpos de sus enemigos a las aves carroñeras. Canarios y peninsulares sufrieron la represión y pérdida de sus bienes a manos de los rebeldes, lo único que hacían era resistir a la espera de la llegada de tropas españolas a reconquistar el país. Sin nada que perder, los oficiales de este origen animaban y toleraban los saqueos que perpetraban sus tropas.

### División entre los realistas
En 1813 Venezuela carecía de verdadero gobierno. Después de la reconquista del capitán general Domingo de Monteverde el país se dividió entre el coronel Antonio Tiscar y Pedrosa (señor en Barinas y Apure), el coronel José Ceballos (Coro), el coronel Francisco María Farías (Trujillo), el coronel Ramón Correa (Maracaibo y Mérida) y el coronel Julián Izquierdo (llanos de Portuguesa y Cojedes). Considérese a Guayana, Maracaibo, Coro y los Llanos como los bastiones de la fidelidad al rey.
Desde la campaña Admirable hasta el desembarco de Pablo Morillo el territorio venezolano se fragmentó entre distintos caudillejos que armaban sus propias montoneras, se autoproclamaban jefes y obraban por su cuenta, uniéndose en ocasiones. Muchos incluían a delincuentes deseosos de saqueo. A la vez, proliferaron las bandas delictuales sin bando.
La autoridad el capitán general sobre ellos era relativa y para asegurar su hegemonía, Monteverde tuvo que pedir ayuda al Consejo de Regencia. Como ejemplo del grado de anarquía, en 1814 Boves desconoció la autoridad del legítimo capitán general, Juan Manuel de Cajigal, uniéndosele los caudillos que quisieron. Anteriormente, Monteverde había desconocido a su superior, Fernando Miyares, y el teniente coronel Yáñez jamás reconoció a ningún jefe superior.
Destacan José Tomás Boves, José Antonio Yáñez, Francisco Tomás Morales, Francisco Rosete, Eusebio Antoñanzas, José Antonio Puy (o Puig), Francisco Javier de Cervériz (o Zerberis) y Antonio Zuazola entre los caudillos realistas que pusieron en armas a indios, esclavos, llaneros y pardos.

### Anarquía en el bando republicano
En el lado republicano la situación no era mejor: Santiago Mariño desafiaba la autoridad de Simón Bolívar, José Félix Ribas y Juan Bautista Arismendi a Mariño o José Francisco Bermúdez y Manuel Piar a Ribas. A diferencia de 1811, cuando la Primera República de Venezuela contaba con un gobierno federal único, en agosto de 1813 había resurgido el «Estado de Venezuela» o la «Confederación Americana de Venezuela» pero dividido en el Estado de Centro-Occidente (provincias de Caracas, Barinas, Mérida y Trujillo) y el de Oriente (Barcelona, Cumaná, Margarita y Guayana). Cada uno era gobernado por un «Jefe Supremo» con poderes dictatoriales. Además, tenían proyectos políticos diferentes. Si el oriental deseaba crear un Estado propio en sus dominios, el occidental pretende unir a toda Venezuela bajo su mando, para lo que contaba con apoyo neogranadino. Al asumir como general en jefe, Bolívar nombró tres secretarios para apoyarse en las tareas de gobierno y administración: Rafael Diego Mérida (Interior y Justicia), Antonio Muñoz Tébar (Hacienda y Relaciones Exteriores) y coronel Tomás Montilla (Guerra y Marina). La capital de su gobierno era Caracas.
La división se acentuó al morir la Segunda República de Venezuela y formarse guerrillas autónomas en los llanos del Orinoco, Apure o Casanare, la isla Margarita y Trujillo. Para reiniciar la guerra, en 1817, formar un Estado central y un gobierno centralizado en Angostura Bolívar debió obtener la lealtad de Santiago Mariño, José Antonio Páez, Manuel Piar, Manuel Cedeño, José Gregorio Monagas, Pedro Zaraza, Juan Bautista Arismendi, Juan Nepomuceno Moreno, Ramón Nonato Pérez, Andrés Rojas, José de Jesús Barreto y Francisco Colmenares (sucesor de Vicente de La Torre y Abreu).

## Campaña

### Campaña de Ceballos
El 14 de septiembre de 1813, llegó a Puerto Cabello el regimiento Granada mandado por el coronel Carlos Manuel Salomón, quien decidió avanzar solo sobre Valencia para distraer a Bolívar, que deseaba atacar Barinas, permitiendo a los realistas corianos y apureños reunirse Araure para vencerlo, luego reclutarían más hombres y acabarían con Mariño. Marchó a Guacara con 1200 peninsulares y 3 cañones, pero en el valle de Vigirima se encontró con las fuertes posiciones defensivas del general de división José Félix Ribas. Atacó sin éxito por dos días, pero el 25 de noviembre debió volver a Puerto Cabello dejando en el campo a la mitad de sus fuerzas y toda su artillería.
En palabras del historiador caucano Vejarano Segura, «En la provincia de Coro, la costa inhóspita y el feroz vivero que acabó con Miranda y la primera República, la reacción antirrepublicana era continua y creciente». Desde ahí, el coronel Ceballos decidió ir a Barquisimeto para unirse al teniente coronel José Antonio Yáñez, jefe de los llaneros de Apure. Secundado por el coronel Miguel Correa, salió de Coro el 22 de septiembre con 351 infantes y 23 oficiales, pasó por Siquisique, donde se les unieron los guerrilleros del sacerdote Andrés Torrellas y el teniente coronel Juan de los Reyes Vargas, siguiendo el río Tocuyo se le unen los jinetes del coronel Pedro Luis Inchauspe, las guerrillas del coronel Francisco Oberto y los dispersos de las unidades vencidas del jefe Manuel Cañas. Los 1000 guerrilleros de Torrellas y Reyes Vargas acababan de ser vencidos por los 600 soldados del batallón Caracas y el escuadrón Húsares de Línea, comandados por el teniente coronel Ramón García de Sena, en Cerritos Blancos el 13 de septiembre. El 10 de noviembre, vencía en Tierrita Blanca, cerca de Barquisimeto, a los 1200 infantes y más de 200 jinetes de la división de Bolívar. Al día siguiente entraba en Barquisimeto seguido de 2000 combatientes. El coronel Ceballos asumió el mando personal de la caballería mientras dejó a su segundo, el coronel Oberto, a cargo de la artillería e infantería.

### Campaña de Yáñez

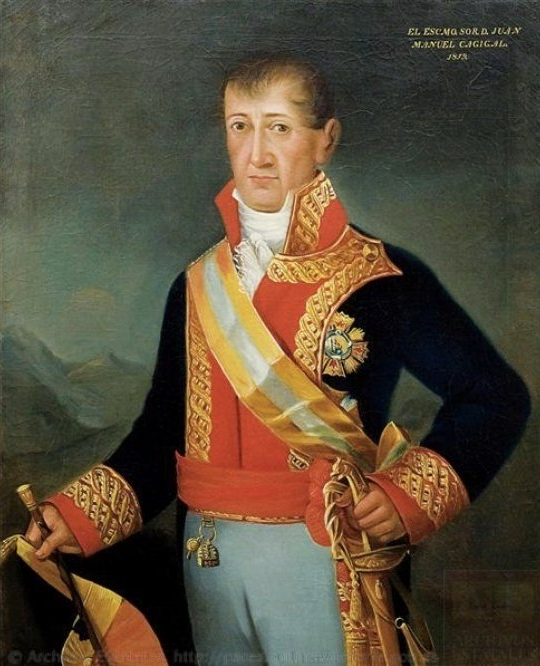
Retrato del capitán general Cajigal, por Vicente Escobar, 1819.

En julio de 1813 Bolívar nombra gobernador de Barinas al coronel Manuel Antonio Pulido en un intento de reconciliación con los federalistas. Por aquel entonces, los realistas estaban refugiados en San Fernando de Apure con 1100 hombres. Como el antiguo gobernador de la zona, Antonio Tiscar y Pedrosa, había sido vencido, los dirigía el teniente coronel Yáñez, quien contaba con el apoyo popular gracias a los misioneros y con armas y pertrechos enviados desde Guayana.
Finalmente, Yáñez salió de San Fernando con 1000 fieles, destacando los batallones Sagunto y Numancia, formados por infantes criollos con oficiales venidos de Guayana. En el camino se les sumaron guerrillas provenientes de Guasdualito y Quintero, las que degollaban a todo patriota que atrapaban y saquearon, otras dos guerrillas que masacraron a los habitantes de Pedraza y Guanarito se les unieron.
Pronto lograron aislar a las guarniciones de Achaguas y Barinas; la primera cayó el 29 de septiembre, y la segunda fue evacuada por Pulido el 2 de noviembre. Al coronel patriota le seguían el también coronel Pedro Briceño Pumar (padre del general de brigada Pedro Briceño Méndez), numerosas familias, incluso algunas realistas, que temían la sanguinaria fama de los llaneros, y un contingente de 600 jinetes, 400 infantes, 2000 caballos y 4000 no combatientes, sumándose más gente por donde pasaba. En su retirada fueron constantemente atacados y Bolívar, ocupado con otros frentes, no pudo ayudarlos. El 11 de noviembre llegaron a Guanare, la que encontraron abandonada salvo por cadáveres mutilados, debiendo seguir por Ospino, Araure y San Carlos; en la primera los realistas de Puy habían ejecutado a más de 100 patriotas el 31 de octubre.

### Movimientos previos
Al saber que Yáñez dejaba Ospino y cruzaba el río Acarigua, Ceballos penetró en los valles de Sarare. Finalmente, el 3 de diciembre, ambos ejércitos se unen en Araure después de masacrar a los patriotas de la localidad. El guerrillero realista Carlos Blanco impedía a los patriotas saber de sus movimientos. Su plan era seguir sobre San Carlos, luego Valencia y terminar en Caracas.
El Libertador salió para San Carlos el 27 de noviembre. En la tarde del 30 de noviembre, Bolívar pasa revista a sus soldados y al día siguiente comienza el camino a Barquisimeto. Sin embargo, el 3 de diciembre, después de capturar e interrogar a unos guerrilleros cerca de Onoto se entera de la unión de Yáñez y Ceballos en Sarare, decidiendo ir a Araure, acampando en Camoruco, donde deja a los escolares y dos escuadrones del cuerpo Agricultores para asegurar su retirada a San Carlos, pues estaba la guerrilla realista de Carlos Blanco. A continuación cruza el río Cojedes y llega a Agua Blanca. En la tarde siguiente llega a Araure, donde manda a dos escuadrones a vigilar desde la colina La Galera, al oeste de la villa, mientras él acampa al Este. Los patriotas empiezan a concentrar sus fuerzas a pesar de las guerrillas y malos caminos.

## Fuerzas enfrentadas